# Walter Pelikan
Walter Karl Pelikan (* 13. Oktober 1901 in Kindberg; † 18. Jänner 1971 in Stuttgart) war ein österreichischer Bauingenieur und Hochschullehrer.

## Leben

### Familie
Walter Pelikan wurde am 13. Oktober 1901 als Sohn des damaligen Oberlehrers an der Volksschule Kindberg, Franz Xaver Pelikan (* 28. September 1858 in Graz; † 17. Jänner 1920 ebenda), und dessen Ehefrau Gabriele Johanna Juliana (geborene Danzer; * 6. Februar 1876 in Kindberg) in Kindberg geboren und am 19. Oktober 1901 auf den Namen Walter Karl getauft. Seine Eltern heirateten am 6. September 1898 in Kindberg. Der Vater war davor als Oberlehrer in Deutschlandsberg tätig gewesen und war nach dem frühen Tod seiner ersten Gattin Marie (geborene Greiner; † 27. Mai 1895) nach Kindberg gewechselt, wo er mit dem dort tätigen August Musger, der daraufhin nach Deutschlandsberg kam, den Dienst getauscht hatte. In Kindberg war Franz Pelikan auch in der lokalen Ortsgruppe des Vereins Südmark aktiv. 1897 wurde er zu deren Schriftführer gewählt; 1898 zum ersten Zahlmeister. Ab 1900 war er Obmann des Brucker Lehrervereins, der damals 50 ausübende Mitglieder zählte. Mit Jahresende 1903 wurde er zum Direktor der fünftklassigen Knaben- und Mädchenvolksschule Kindberg ernannt. Nach 22-jähriger Lehrtätigkeit des Vaters in Kindberg, wo dieser zuletzt als Schuldirektor tätig war, zog die Familie Ende des Jahres 1919 nach Graz. Nur wenige Tage nach dem Antritt in den Ruhestand und der Übersiedlung nach Graz starb Franz Pelikan 62-jährig auf der Grazer Adresse Schießstattstraße 14. Die Grazer Volkszeitung vom 9. Dezember 1945 berichtete vom Ableben der 62-jährigen Schuldirektorswitwe Ludmilla Pelikan, die in weiterer Folge in Kalwang zu Grabe getragen worden war und die Mutter von Walter Pelikan sein soll. Ludmilla Pelikan (geborene Panzer), die selbst Volksschuldirektorin war, hatte Franz Pelikan am 4. März 1916 in dritter Ehe geheiratet und war demnach die Stiefmutter.

### Studium und Berufstätigkeit
Pelikan studierte an der TH Graz und wurde 1933 an der TH München bei Georg Kapsch promoviert (Zur genauen Berechnung von Balkenbrücken mit tonnenförmigen Verbänden für Windkräfte mit Hilfe von Einflußlinien). 1933 bis 1956 war er Oberingenieur und Leiter der Brückenbauabteilung im  MAN Werk Gustavsburg. Danach war er Professor für Holz- und Stahlbau an der TH Stuttgart.
1957 verfasste er mit Maria Eßlinger vom MAN Werk Gustavsburg eine Monographie über orthotrope Platten und gaben ein einfaches Berechnungsverfahren an. Sie war lange ein Standardwerk im Stahlbrückenbau.
Zu seinen Projekten gehört der Umbau des Bahnhofs Zoologischer Garten in Berlin (1936 bis 1938) und die Rheinbrücke Köln-Mülheim (1951, mit der ersten Anwendung einer orthotropen Platte im Brückenbau in Deutschland).

## Schriften (Auswahl)
- mit Maria Eßlinger: Die Stahlfahrbahn. Berechnung und Konstruktion. In: MAN Forschungsheft, Nr. 7, 1957